# Lindaura Anzoátegui Campero
Lindaura Anzoátegui Campero (Tojo, República de Bolivia; 31 de marzo de 1846-Sucre, República de Bolivia; 25 de junio de 1898) fue una poeta y escritora boliviana, primera dama de su país entre 1880 y 1884.

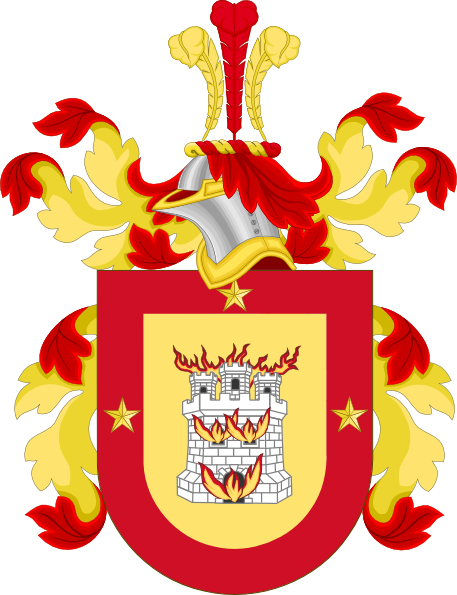
Escudo de Armas de la familia Anzoátegui.

## Biografía

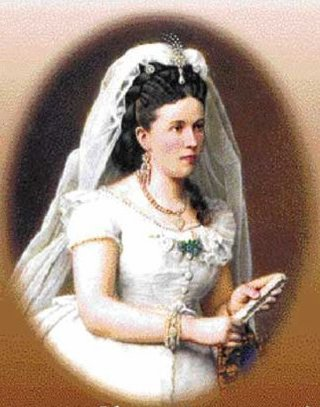
Retrato de Lindaura Anzoátegui Campero al momento de contraer matrimonio con el General Narciso Campero Leyes. Fecha desconocida.

Lindaura Anzoátegui-Campero nació en una finca cercana a la villa de Tojo, perteneciente al antiguo marquesado del Valle de Tojo, en el actual departamento de Tarija.
Era hija de Miguel Anzoátegui-Pacheco de Melo y de María Calixta Campero Barragán, hija a su vez del último titular del Marquesado de Yavi o del Valle de Tojo, Juan José Feliciano Fernández Campero y Pérez de Uriondo Martiarena, quien murió en 1820, como prisionero de los realistas en Kingston (isla de Jamaica), cuando era trasladado a España para ser juzgado como noble alzado en armas contra la Corona española, luego de haber sido tomado prisionero en el hecho de armas conocido como la Sorpresa de Yavi en 1816. 
Lindaura Anzoátegui Campero quedó huérfana a la edad de 16 años, trasladándose a vivir con su hermana Adelaida Anzoátegui Campero, casada con Pedro José Zilvetti en Sucre. En esta ciudad, pudo desarrollar sus inquietudes intelectuales, gracias a la brillante vida social que pudo realizar en virtud de su origen y de su posición entre la clase alta chuquisaqueña. 
En 1872 conoció a un pariente suyo, el general Narciso Campero Leyes, quien se desempeñaba como ministro de guerra del Gobierno boliviano, con quien contrajo matrimonio el 24 de junio de ese año, a pesar de la diferencia de edad entre ambos. Sin embargo, Lindaura Anzoátegui Campero descubrió una gran afinidad intelectual y artística con su esposo, surgiendo entre ellos un afecto verdadero hasta el final de sus días. En julio de 1872, Narciso Campero renunció a su cargo de ministro de Guerra y fue designado ministro plenipotenciario de Bolivia ante los gobiernos de Francia, Gran Bretaña e Italia. Este periplo diplomático le permitió a Lindaura, conocer las últimas novedades europeas en el ámbito literario, lo que le permitiría incursionar en la literatura. 
De regreso a Bolivia, el matrimonio se retiró a la vida privada en su hacienda de Sucre, hasta que en 1879 estalló la Guerra del Pacífico entre Bolivia, Chile y Perú. Narciso Campero ofreció sus servicios militares al presidente Hilarión Daza, quien le encomendó la formación de la célebre Quinta División con hombres de los departamentos del sur boliviano. En esta ocasión, Lindaura Anzoátegui Campero de Campero escribió una de sus poemas más conocidos, Bolivia, dedicado a su esposo, designado al frente de las fuerzas bolivianas. También publicó poemas de carácter patriótico que fueron publicados en los periódicos de Potosí y Sucre. 
Los sucesos posteriores llevaron al derrocamiento de Hilarión Daza, la derrota de Bolivia frente a Chile y la elevación de Narciso Campero a la presidencia (1880-1884), hechos que encontraron a Lindaura acompañando a su esposo en su papel de primera dama, mientras en su vida privada experimentaba escribiendo sus primeras obras.

## Obra literaria
Lindaura Anzoátegui Campero escribió cuentos cortos y largos, poemas y novelas de carácter histórico. Entre sus obras pueden citarse la novela corta costumbrista Cómo se vive en mi pueblo, La mujer nerviosa y Cuidado con los celos. También ocupan un lugar relevante en su producción las novelas de carácter histórico Huallparrimachi, Manuel Ascensio Padilla y El año de 1815, centradas en personajes históricos como el General Gregorio Aráoz de Lamadrid, el poeta Juan Wallparrimachi o Juana Azurduy de Padilla, la heroína de la Guerra de las Republiquetas, presentados a modo de ficción histórica como personajes cargados de la visión literaria romántica en boga durante la segunda mitad del siglo XIX.
Su producción literaria fue presentada al público bajo los seudónimos de El Novel y Tres Estrellas. Lo mejor de su obra son sus poemas. Fue contemporánea de otra escritora boliviana célebre, Adela Zamudio; ambas inauguraron una nueva etapa de protagonismo de la mujer boliviana en la literatura, cuyos pasos iniciales los había dado la escritora de origen argentino, Juana Manuela Gorriti.
Retirados a la vida privada, el matrimonio de Narciso Campero y Lindaura Anzoátegui Campero, se establecieron en Sucre hasta la muerte del primero, acontecida en 1896. Su esposa lo siguió a la tumba, el 25 de junio de 1898.